# Mustamakkara

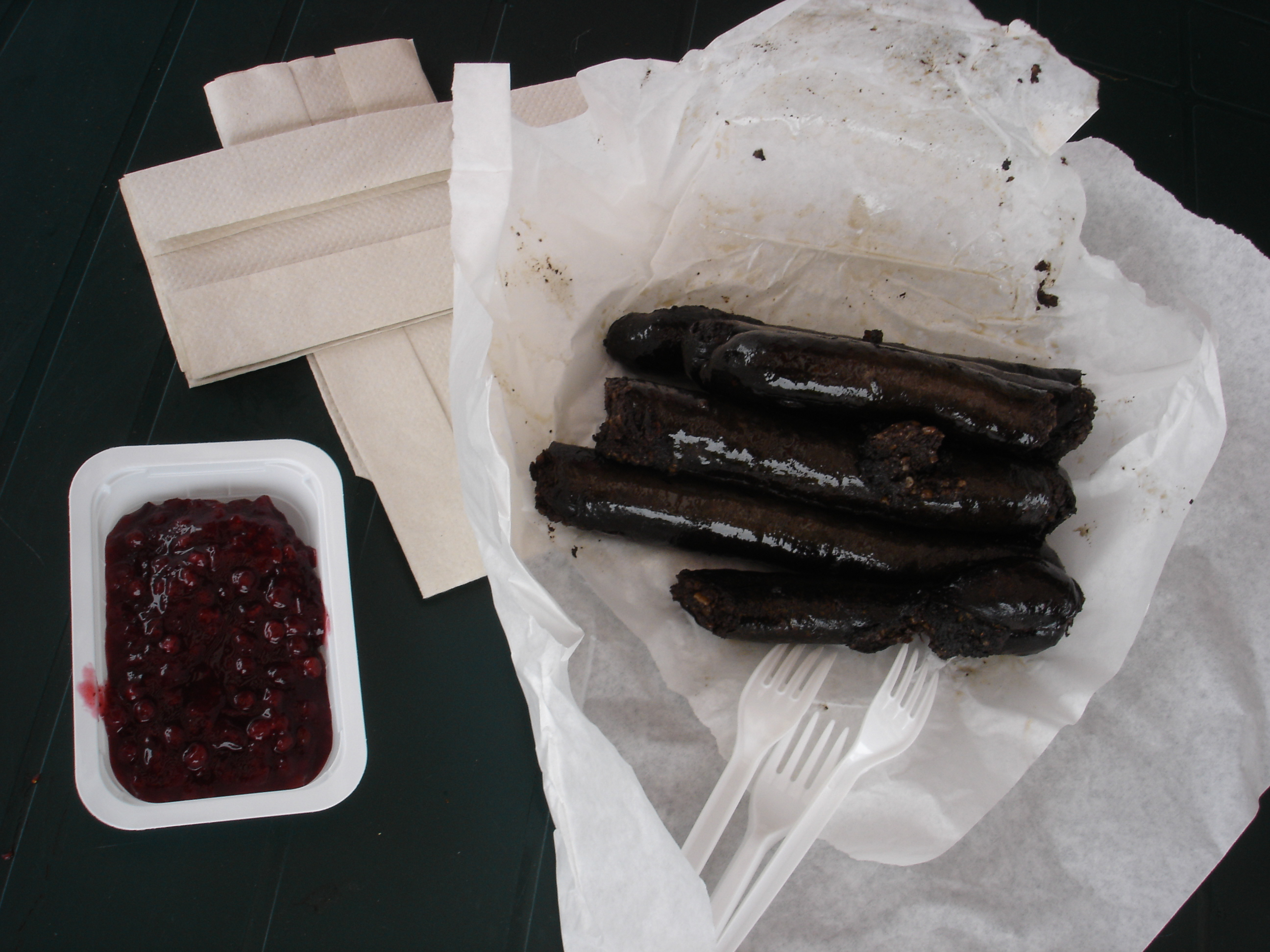
Morcela mustamakkara com compota de amora alpina.

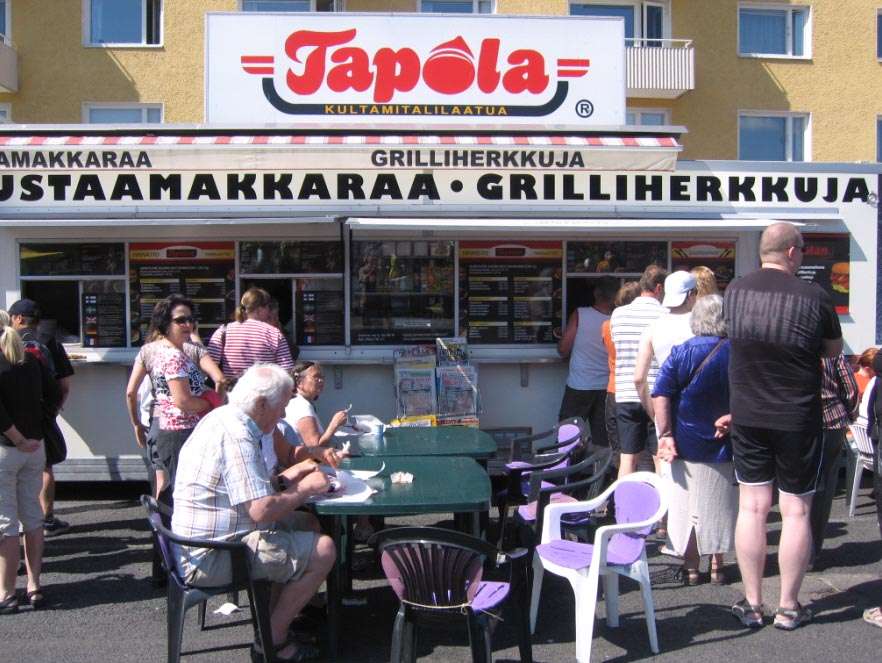
Venda de mustamakkara no mercado de Tampere

Mustamakkara (significando linguiça preta em finlandês) é uma morcela típica da culinária da Finlândia.
Atualmente, é possível encontrá-la em lojas por toda a Finlândia, mas é reconhecida como uma especialidade da cidade de Tampere, no sul do país.
Uma das melhores formas de a consumir estas morcelas é comprá-las frescas nas bancas de rua das próprias fábricas, onde são vendidas quentes, em caixas de esferovite, logo após terem sido assadas no forno.
Para reaquecê-las, é possível usar uma grelha de churrasco, uma frigideira ou até mesmo uma fogueira.
A mustamakkara é preparada misturando carne de porco, sangue de porco, banha, centeio esmagado, cebola e farinha. Esta mistura é, depois, usada para encher tripas, como normalmente acontece num enchido.
Tanto quanto se sabe, a mustamakkara tem sido consumida desde o século XVII, altura em que já era vendida em mercados da região de Tampere, mais concretamente em Pirkkala.
Quando se compra mustamakkara na região de Tampere, é costume indicar quanto dinheiro se quer gastar, em vez do peso, comprimento ou número de pedaços. Também é comum as pessoas escolherem o pedaço que mais lhes agrada apontando para ele. Assim, como a forma e a umidade da mustamakkara varia, o comprador pode escolher a que mais lhe agrada ao paladar.
É aconselhado o seu consumo com leite quente ou com vinho tinto.
Os três maiores produtores desta morcela são Tapola, Savupojat e Teivon Liha.